# Gasaraki
Gasaraki (ガサラキ) est un anime mecha produit par Sunrise et réalisé par Ryōsuke Takahashi d'après l'œuvre originale de Hajime Yatate. L'anime a été diffusée au Japon sur la chaîne TV Osaka en 1998 et 1999.
Une adaptation de l'anime en manga par Meimu a été publiée par Kadokawa Shoten entre 1998 et 2000 au Japon et par Panini Manga en 2002 en français.

## Synopsis
Au Japon, années 2010, une armure démoniaque utilisé durant la période féodale par la famille Gōwa sert au développement d'armes militaires.

## Personnages
- Yūshiro Gōwa (豪和 ユウシロウ, Gōwa Yūshirou?)
- Miharu (ミハル, Miharu?)
- Kazukiyo Gōwa (豪和 一清, Gōwa Kazukiyo?)
- Kiyoharu Gōwa (豪和 清春, Gōwa Kiyoharu?)
- Kiyotsugu Gōwa (豪和 清継, Gōwa Kiyotsugu?)
- Misuzu Gōwa (豪和 美鈴, Gōwa Misuzu?)
- Meth
- F

## Anime
L'anime est constituée de 25 épisodes produits par le studio Sunrise et diffusés au Japon sur la chaîne TV Osaka entre le 4 octobre 1998 et le 28 mars 1999. La série a été publiée chez Dybex en version originale sous titrée en français.

### Fiche technique
- Titre : Gasaraki (ガサラキ?)
- Scénariste :
- Réalisation : Ryōsuke Takahashi, Gorō Taniguchi (assistant)
- Créateur original : Hajime Yatate
- Effets sonores : Yasuo Uragami
- Character design : Shukō Murase
- Mecha design : Shinji Aramaki, Yutaka Izubuchi
- Directeur artistique : Shigemi Ikeda
- Directeur de l'animation : Keichi Watanabe, Tatsufumi Tamagawa
- Maisons de production : TV Osaka, Sunrise, Yomiko, Bandai
- Date de diffusion au Japon : 4 octobre 1998 - 28 mars 1999
- Durée épisodes : 25 minutes

### Liste des épisodes
| No | Titre français             | Titre japonais | Titre japonais  | Date de 1re diffusion |
| No | Titre français             | Kanji          | Rōmaji          | Date de 1re diffusion |
| -- | -------------------------- | -------------- | --------------- | --------------------- |
| 01 | L'ancien théâtre de pierre | 石舞台         | Ishi butai      | 4 octobre 1998        |
| 02 | Préliminaire               | 序ノ舞         | Jo no mai       | 11 octobre 1998       |
| 03 | Roue                       | 天気輪         | Tenkiwa         | 18 octobre 1998       |
| 04 | Mirage                     | 蜃気楼         | Shinkirō        | 25 octobre 1998       |
| 05 | Contact                    | 接触           | Sesshoku        | 1er novembre 1998     |
| 06 | Pantin                     | 操り人形       | Ayatsuri ningyō | 8 novembre 1998       |
| 07 | Retour                     | 帰還           | Kikan           | 15 novembre 1998      |
| 08 | Enfer                      | 火宅           | Kataku          | 22 novembre 1998      |
| 09 | Grange                     | 御蔵           | Okura           | 29 novembre 1998      |
| 10 | Kugai                      | 骨嵬           | Kugai           | 6 décembre 1998       |
| 11 | Liens                      | 絆             | Kizuna          | 13 décembre 1998      |
| 12 | Vaciller                   | 綻び           | Hokorobi        | 20 décembre 1998      |
| 13 | Débarquement               | 旅立ち         | Tabidachi       | 27 décembre 1998      |
| 14 | Compagnons                 | 同行           | Dōkō            | 10 janvier 1999       |
| 15 | Seuil                      | 閾             | Tatakai         | 17 janvier 1999       |
| 16 | Karma                      | 宿業           | Shukugō         | 24 janvier 1999       |
| 17 | Chaos                      | 混沌           | Kondō           | 31 janvier 1999       |
| 18 | Fenêtre sur cour           | 裏窓           | Uramado         | 7 février 1999        |
| 19 | Gémissements               | 慟哭           | Dōtoku          | 14 février 1999       |
| 20 | Soulèvement                | 動乱           | Dōran           | 21 février 1999       |
| 21 | Course                     | 疾走           | Shissō          | 28 février 1999       |
| 22 | Personnification           | 権化           | Gonke           | 7 mars 1999           |
| 23 | Éternité                   | 無間           | Muma            | 14 mars 1999          |
| 24 | Ponctuation                | 句読点         | Kutōten         | 21 mars 1999          |
| 25 | Gasara                     | 餓沙羅         | Gasara          | 28 mars 1999          |

### Doublage
|                                | Seiyū (japonais)   |
| ------------------------------ | ------------------ |
| Miharu                         | Mami Kingetsu      |
| Yūshiro Gōwa                   | Nobuyuki Hiyama    |
| Newscaster                     | Aya Hisakawa       |
| Yorimitsu Minamoto             | Hirohiko Kakegawa  |
| Einyo F                        | Issei Miyazaki     |
| Kiyoharu Gōwa                  | Isshin Chiba       |
| Tamotsu Hayakawa               | Kunihiko Yasui     |
| Krause                         | Masaharu Satō      |
| Sunao Murai                    | Sakura Tange       |
| Misuzu Gōwa                    | Satomi Kōrogi      |
| Kiyotsugu Gōwa                 | Shō Hayami         |
| Kazukiyo Gōwa Tsuna Watanabe   | Yūji Takada        |
| Meth                           | Tokuhiro Natsuo    |
| Colonel Ōkawa Général Kuwajima | Toshiyuki Morikawa |

### Musique
La musique de l'anime est composée par Kuniaki Haishima.
- Thème d'ouverture : Message #9 par Tomoko Tane, composé par Hisaaki Hogari
- Thème de fin : Love Song par Tomoko Tane, composé par Akino Arai

## Adaptations

### Manga
Un adaptation de l'anime en manga par Meimu a été publiée par Kadokawa Shoten. Les quatre volumes sont sortis entre octobre 1998 et mai 2000 au Japon et ont été publiés en français chez Panini Comics en 2002.
- Volume 1, sorti en novembre 1998 au Japon  (ISBN 4-04-420001-7) et en 2002 en français  (ISBN 978-2845380813)
- Volume 2, sorti en mars 1999 au Japon  (ISBN 4-04-420002-5) et le 17 mai 2002 en français  (ISBN 978-2845380981)
- Volume 3, sorti en juillet 1999 au Japon  (ISBN 4-04-420003-3) et le 12 juillet 2002 en français  (ISBN 978-2845381162)
- Volume 4, sorti en mai 2000 au Japon  (ISBN 4-04-420004-1) et le 5 septembre 2002 en français  (ISBN 978-2845381339)

### Jeu vidéo
Une adaptation de l'anime en jeu vidéo est sortie sous le nom de Tactical Armor Custom Gasaraki (タクティカルアーマーカスタム ガサラキ) le 13 janvier 2000 chez l'éditeur Bandai pour PlayStation.